# Idiom (sztuka)

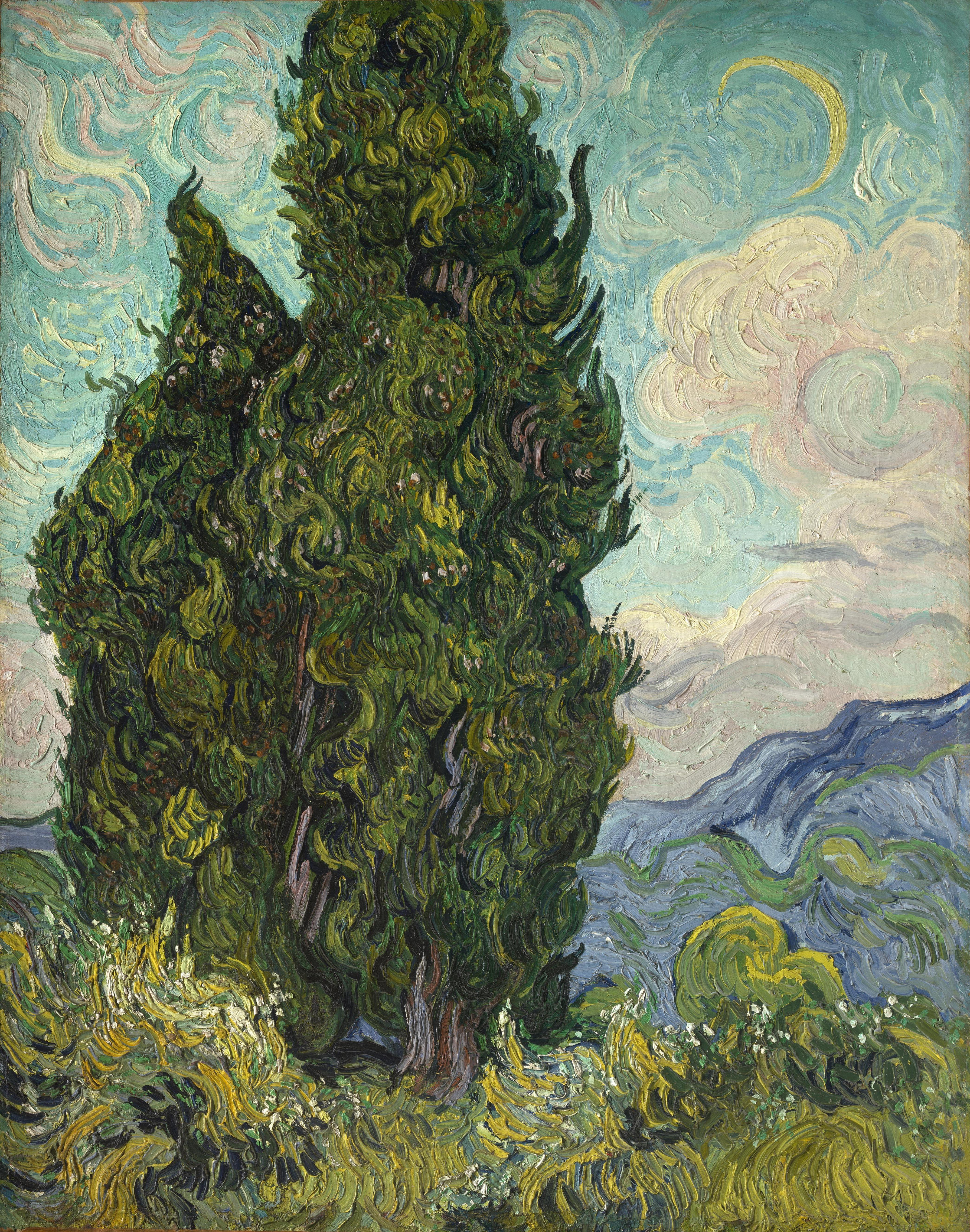
Vincent van Gogh: Cyprysy, 1889

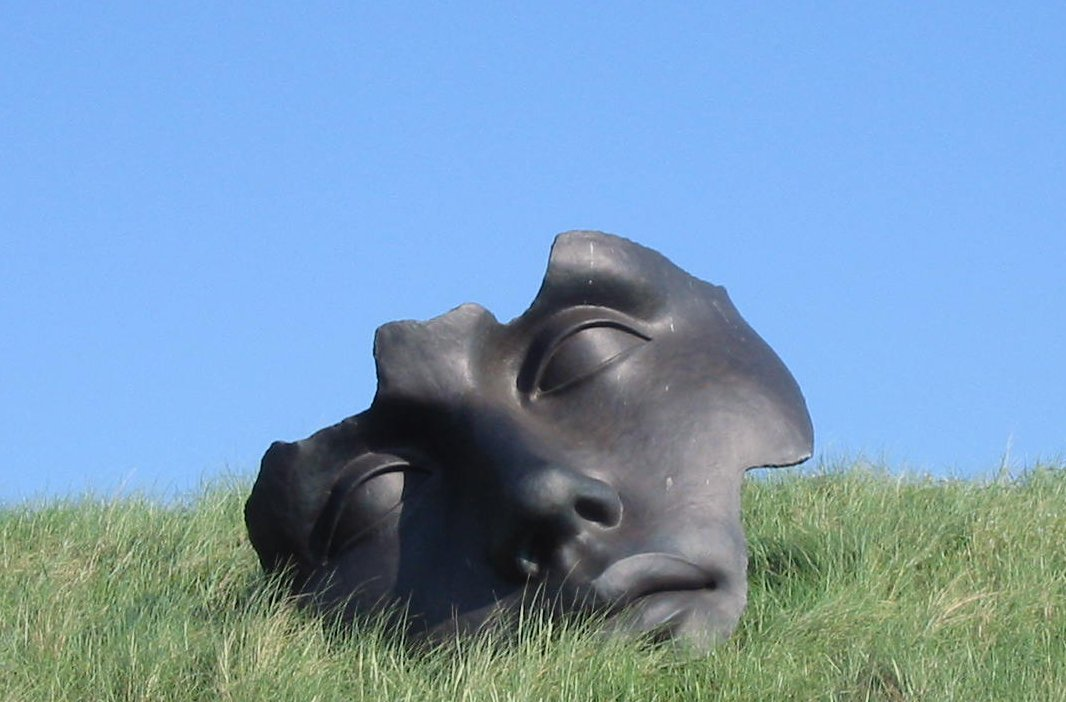
Igor Mitoraj: Beeld Scheveningen, 2004

Idiom – zespół cech charakterystycznych dla danej dziedziny sztuki, okresu artystycznego lub artysty.
Cechami wyróżniającymi jest zwykle gatunek, rodzaj, forma i tematyka twórczości artystycznej, a także stosowane przez twórcę medium artystyczne lub instrument oraz sposób jego użycia. Wszystkie te elementy składają się na specyfikę środków wyrazu typowych dla danej epoki, kierunku, ruchu artystycznego czy stylu indywidualnego artysty.
Przykładowe użycie określenia „idiom” w sensie artystycznym: „idiom tańca”, „idiom religijny”, „idiom malarski”, „idiom muzyki antycznej”, „twórczość w idiomie klasycznym”, „w idiomie muzyki jazzowej”, „własny idiom Toulouse-Lautreca”, „idiom melodyki Chopina” itd.